# Bulle (série télévisée)
Pour les articles homonymes, voir Bulle.
Bulle est une mini-série suisse en six parties de 50 minutes écrite et réalisée par Anne Deluz, diffusée à partir du 12 mars 2020 sur RTS Un.

## Synopsis
La famille Aubert vit heureuse, dans une sorte de bulle qui explose quand Alice, 35 ans, apprend qu'elle a une leucémie. Ce brutal chambardement fait ressurgir le passé et toute la famille doit affronter ses démons.

## Distribution
- Claudia Cardinale : Marthe
- Suzanne Clément : Jeanne
- Élodie Bordas : Alice
- Nicolas Bridet : Pascal
- Antoine Basler : Louis
- Caroline Gasser : Adèle
- Jacques Probst : René
- Axel Rouèche : Mathieu

## Fiche technique
Sauf indication contraire, les informations mentionnées dans cette section peuvent être confirmées par les bases de données cinématographiques IMDb et Allociné,  présentes dans la section « Liens externes ».
- Titre original : Bulle
- Réalisation : Anne Deluz
- Scénario : Anne Deluz et Lorrène Delannoy
- Direction artistique :
- Costumes :
- Photographie : Nathalie Durand
- Son : François Musy, Laurent Jespersen, Ariane De Montmollin Bürki, Pierre Bader
- Montage : Aurique Delannoy et Jean Reusser
- Musique : Martin Gamet
- Production : Luc Peter et Anne Deluz
- Sociétés de production : Intermezzo Films SA
- Société de distribution : Radio télévision suisse
- Pays d’origine :  Suisse
- Langue originale : français
- Format : couleur 1,85 : 1
- Genre : drame
- Durée : 6 × 52 minutes
- Budget :
- Dates de diffusion :
  - Suisse romande : 12 mars 2020 sur RTS Un
  - Suisse alémanique : 1er avril 2020 sur SRF 1
  - Suisse italienne : 5 avril 2020 sur RSI La 1